# Ferdinand Kirms
Karl Ferdinand Kirms (* 20. Dezember 1824 in Dresden; † 9. März 1854 in Donauwörth) war ein deutscher Komponist und Kirchenmusiker.

## Leben
Im Alter von vier Jahren erblindete Kirms an einer Augenentzündung. Er besuchte von 1832 bis 1841 das königlich-sächsische Blindeninstitut in Dresden und lernte dort Violine, Violoncello, Klavier und Orgel spielen. Außerdem übernahm er zum Ende seiner Schulzeit hin die Tätigkeit des dortigen Knabenchorleiters. Seine Begabung wurde bereits in dieser Zeit erkannt, sodass Kirms vom damaligen Vizekapellmeister Franz Schubert ein Empfehlungsschreiben erhielt.
Nach seiner schulischen Ausbildung unternahm Kirms Kunstreisen nach Franken, Schwaben, München, Wien und Konstanz. In Donauwörth wurde Kirms schließlich von Pankratius Rampis aufgenommen, mit dem er auch gemeinsam komponierte.
Der größte Teil seiner Werke blieb Manuskript, einiges wurde jedoch auch verlegt.
Zu seinen Werken zählen diverse Kirchenmusiken (Psalmen, Lieder, Requien, Messen, Gradualen etc.), aber auch Kunstlieder und Klavierstücke.

## Werke (Auswahl)
- Adorabo ad templum für Chor und Orgel
- Ascendit Deus für Chor und Orgel
- Benedicta et venerabilis für Chor und Orgel
- Confitebuntur caeli für Chor und Orgel
- Domine praevenisti eum für Chor und Orgel
- Gloria et honore für Chor und Orgel
- Justus ut palma für Chor und Orgel
- Os justi für Chor und Orgel
- Specie tua für Chor und Orgel
- Requiem in c-moll
- Reiterlied von Phil. v. Sittewald für 2 Bässe mit Begleitung des Piano
- Kleine Messe in F-Dur
- St.-Ulrichs-Messe für SATB mit oder ohne Orgel (mit P. Rampis) (B. Schmid`sche Verlagsbuchhandlung A. Manz, Augsburg)
- Compositionen zu Franz von Poccis Krippenspiel aus dessen Büchlein für Kinder „Was du willst“ für Singstimmen und Klavierbegleitung (Verlag Braun & Schneider, München)